# Destylacja prosta
Destylacja prosta, destylacja różniczkowa, destylacja kotłowa – destylacja polegająca na jednorazowym odparowaniu i skropleniu cieczy.  Jest to proces okresowy, w którym para powstająca w czasie wrzenia cieczy, zawierająca więcej związków niskowrzących, jest natychmiast odprowadzana z przestrzeni parowania. Powoduje to stopniowe zmiany składu układu gaz-ciecz, czyli obu współistniejących faz. Wskutek zmian składu pary odbierane są frakcje destylatu o różnej temperaturze wrzenia. Metoda nie umożliwia odzyskania składników w postaci czystej. Jest  stosowana w przypadkach, gdy ich składniki znacząco różnią się lotnością. 
Do grupy destylacji prostych bywa zaliczana destylacja równowagowa, która jest procesem ciągłym, ale prowadzi do  rozdzielenia mieszaniny na tylko dwie frakcje o różnej lotności (pogon i destylat). 
Sprawność rozdzielania składników metodami destylacji kotłowej i rzutowej można zwiększyć stosując wielokrotne powtórzenia procesu (destylacja wielostopniowa), jednak bardziej korzystne jest ich zastępowanie ciągłymi procesami rektyfikacji.

## Podstawy fizykochemiczne
Efektywność rozdzielania mieszanin ciekłych (roztworów) zależy od względnych lotności ich składników, a pośrednio od wielkości sił oddziaływań międzycząsteczkowych w cieczy. Wpływa to na kształt i wielkość obszarów współistnienia w stanie równowagi pary i cieczy (szerokość tak zwanej rybki układów zeotropowych), w tym na wielkość różnic między składem obu faz w różnych temperaturach, możliwość tworzenia azeotropów, heterozeotropów, heteroazeotropów lub innych układów o ograniczonej mieszalności cieczy. 
W przypadku układów dwuskładnikowych AB przebieg destylacji może być przedstawiany z wykorzystaniem wykresów fazowych równowagi ciecz–para w układzie współrzędnych temperatura (T) – udział molowy (np. xB). Destylacja cieczy o określonej wartości  xB rozpoczyna się w temperaturze, w której linia składu przecina linię temperatur wrzenia (dolna granica „rybki”). W tej temperaturze powstaje pierwszy pęcherzyk pary, która jest bogatsza od cieczy w składnik bardziej lotny (np. B) lub bardziej lotny dodatni azeotrop. Ten skład określa punkt przecięcia izotermy z górną granicą „rybki”, czyli krzywą pary nasyconej.
W chwili odprowadzenia z kolby do chłodnicy pierwszej porcji pary zaczyna się zmniejszać zawartość lotniejszego składnika (B) we wrzącej cieczy. Równocześnie wzrasta temperatura wrzenia roztworu. Zawartość B w kolejnych porcjach pary jest również coraz mniejsza. Prowadząc destylację można odpływające z chłodnicy porcje kondensatu (frakcje) kierować do odrębnych odbieralników, notując zakres temperatur wrzenia.

## Aparatura
Destylacja prosta jest jednym z najstarszych procesów przeróbczych mających zastosowanie w alchemii. Naczynie do jej prowadzenia nazywano dawniej alembikiem.
We współczesnych laboratoriach destylowana ciecz jest ogrzewana do wrzenia w kolbie z nasadką lub specjalnej kolbie destylacyjnej. Powstająca para nasycona jest kierowana stąd wprost do chłodnicy, w której się skrapla. W przemyśle stosowane są kotły i skraplacze o różnej konstrukcji. 
Kondensat, wypływający z chłodnicy w czasie destylacji w różnych zakresach temperatury wrzenia (frakcje), jest gromadzony w osobnych naczyniach. W laboratoriach odbieralniki są łączone z chłodnicą za pośrednictwem tak zwanej krówki. Kondensaty dwufazowe (na przykład warstwa wodna i organiczna), znacznie różniące się chemicznym składem, są rozdzielane przy pomocy rozdzielaczy laboratoryjnych  lub przemysłowych separatorów, analogicznych do stosowanych w procesach ekstrakcji.